# 宋玉泉
宋玉泉（1933年6月12日—2018年7月27日），中国超塑性专家，中国民主同盟盟员。1997年当选为中国科学院院士。

## 生平
生于河北张北。1955年毕业于南开大学物理系。1997年当选为中国科学院院士。吉林工业大学教授，超塑性与塑性研究所所长。